# Eucharia Njideka Iyiazi
Eucharia Njideka Iyiazi (19 de noviembre de 1973), es una atleta paralímpica de Nigeria que compite principalmente en las pruebas de lanzamiento de peso y lanzamiento de disco de la categoría F57/58. Ella ha competido en cuatro Juegos Paralímpicos obteniendo dos medallas de oro, una de plata y dos de bronce.
Iyiazi compitió en los Juegos Paralímpicos de Pekín 2008. Allí, ganó una medalla de oro tanto en la prueba femenina de lanzamiento de peso F57/F58 como en la de lanzamiento de disco F57/F58. En los Juegos Paralímpicos de Pekín, Iyiazzi estableció el récord mundial y paralímpico de la clase F58 en lanzamiento de peso, y disco. Consiguió una medalla de plata en lanzamiento de jabalina F56-58, en los Juegos Paralímpicos de Atenas 2004. 
Iyiazi obtuvo una medalla de bronce en los Juegos Paralímpicos de Londres 2012 y luego lanzó 27,54 m para volver a tomar el bronce en disco en los Juegos Paralímpicos de Río de Janeiro 2016.